# 卡片互動街機遊戲
交換卡片街機遊戲（trading card arcade game，TCAG）是集換式紙牌遊戲的一種，通過將硬幣投入安裝在遊戲中心的街機機台，使用機台排出的紙牌進行競爭的紙牌遊戲。

## 概要
通過具有卡牌數據讀取功能的遊戲櫃，實現了集換式卡牌遊戲規則處理的自動化，並加入了視頻和音頻的聲光效果，讓戰鬥的實時性和真實性比傳統卡牌遊戲規更高 。